# Шлюпка
Шлю́пка (от нидерл. sloep) — общее название малого беспалубного мореходного судна для транспортирования людей и грузов, а также для спасения личного состава на воде.
Шлюпка, дубель-шлюпка — беспалубное судно, ходившее под парусами и на веслах, употреблялось в XVIII столетии для прибрежных операций, позже мелкое паровое или гребное судно для сообщения между кораблями или с берегом, а на судне ((корабле) для разъездных надобностей) лёгкая остроконечная лодка (около 7,5—10,0 метров длины).

## Классификация
Различают шлюпки по типу движителя — гребные, моторные, гребно-парусные, гребно-парусно-моторные; по назначению — служебные (рабочие, разъездные, командирские), спасательные и спортивные; по типу и снаряжению — баркасы, катера, ялы, тузики; по конструкции кормы — транцевые, вельботные (с острыми обводами кормы); по материалу корпуса — деревянные, металлические, пластмассовые (набор корпуса и обшивка из разных материалов), а также из резинотканей — надувные; по числу вёсел — двухвёсельные, четырёхвёсельные, шестивёсельные, десятивёсельные; по числу винтов — одновинтовые, двухвинтовые; по числу мачт — одномачтовые, двухмачтовые.
- Корабельная шлюпка, штатное плавсредство корабля, предназначенное для транспортирования и других нужд. Имеет два рыма для фалиней, подъёмные рымы для закладки за них талей (гака) корабельного подъёмного устройства, обеспечивающего подъём шлюпки на борт и спуск её на воду.
- Спасательная шлюпка, корабельная (судовая) (обычно вельботного типа), коллективное спасательное средство. Запас плавучести обеспечивается герметичными воздушными ящиками, заполненными пенопластом (ранее заполнялись воздухом). Банки, планшир, а также наружные поверхности корпуса спасательной шлюпки окрашивают в оранжевый (белый) цвет; внутренние поверхности и всё снабжение — в ярко-оранжевый. В носовой части обоих бортов надписывают номер шлюпки (шлюпки правого борта имеют нечётные номера, левого — чётные)[4], размеры шлюпки (минимальная длина — 7,3 м, масса с людьми и шлюпочным снабжением — не более 20,3 тонн), допустимое к размещению количество людей (от 25 до 150 человек), порт приписки и название судна, которому принадлежит шлюпка. На крыше шлюпки обозначают крупными буквами номер шлюпки, название и позывной сигнал (Call Sign) судна. На судах могут быть спасательные шлюпки закрытого типа с жёсткой надстройкой, с огнестойкой изоляцией или системой водяной защиты, с радиостанцией, расположенной в небольшой закрытой радиорубке. По способу спуска различают шлюпки, спускаемые с помощью шлюпбалок, и шлюпки свободного сброса.

Международная конвенция по охране человеческой жизни на море (СОЛАС) определяет количество спасательных средств, которое должно иметь любое судно:
| Наименование спасательного средства                             | Для транспортных судов                                     | Для пассажирских судов               |
| --------------------------------------------------------------- | ---------------------------------------------------------- | ------------------------------------ |
| Количество шлюпок, с каждого борта, должно вмещать              | 100 % экипажа                                              | 100 % экипажа и пассажиров           |
| Количество спасательных плотов, с каждого борта, должно вмещать | 100 % экипажа                                              | 100 % экипажа и пассажиров           |
| Количество спасательных кругов                                  | 10 % экипажа                                               |                                      |
| Один спасательный жилет                                         | на каждого члена экипажа (и должен находиться в его каюте) | на каждого пассажира и члена экипажа |

Некоторое время назад было довольно популярным проведение соревнований по морскому многоборью с использованием шлюпок ял-6. Этот тип шлюпок в настоящее время используется для первоначального обучения курсантов морских училищ.